# Мелия, Александр Александрович
Александр Александрович Ме́лия — советский изобретатель, лауреат Сталинской премии первой степени (1949).

## Биография
Окончил ТбПИ. Ещё будучи студентом в 1935 году изобрёл высокопроизводительный (до 20 тыс. штук кирпича в смену) пресс для сухого прессования кирпича и строительных деталей.
В 1936—1938 годах начальник КБ при Президиуме Моссовета.
В 1946 году возглавил СКБ Наркомата промстройматериалов в Киеве, где доработал своё изобретение. Заказы на изготовление пресса разместили на заводах в Киеве и Харькове (всего в 1947—1948 году было сделано 80 штук).
В 1955 году предложил крупноразмерные плиты полусухого прессования ПМ 390х290, что значительно улучшило пропорции по сравнению с ранее выпускавшимися квадратными 294х294.
Пользовался покровительством Н. С. Хрущёва.
Трижды избирался депутатом ВС УССР.
В настоящее время серийно выпускаются две модели пресса Мелия — АМ-11 и АМ-12 (СМ-198).

## Награды и премии
- Сталинская премия первой степени (1949) — за создание нового по конструкции мощного высокопроизводительного пресса для сухого формирования кирпича и других керамических изделий